# Serra de la Bruna
La Serra de la Bruna és una serra situada al municipi de la Riba a la comarca de l'Alt Camp, amb una elevació màxima de 512 metres.